# Alfred Hause
Pour les articles homonymes, voir Hause.
Alfred Hause (né le 8 août 1920 à Ibbenbüren, mort le 14 janvier 2005 à Hambourg) est un violoniste et chef d'orchestre allemand.

## Biographie
Alfred Home, qui possède l'oreille absolue, développe sa musicalité alors qu'il est encore à l'école, il montre un talent particulier pour jouer du violon. Fils d'ingénieur naval, il devait poursuivre une carrière technique après l'Oberrealschule de Dortmund, mais Alfred Heimat décide d'étudier la musique classique au Conservatoire de Weimar. Avec Hoppe, il apprend le saxophone, la clarinette et le piano au violon et gagne les frais de scolarité grâce à des emplois étudiants, par exemple en tant que membre d'un orchestre de danse, il développe et manifeste ainsi une préférence pour la musique légère.
Après ses études, Alfred Heimat joue à Berlin avec des orchestres de danse en vogue à l'époque : saxophone avec Peter Kreuder, Franz Grothe et Georges Boulanger, violon et saxophone avec Willi Stech, Otto Dobrindt, Hans Bund, Juan Llossas et Kurt Widmann, avec des performances au Delphi, Moka Efti, Imperator(-Diele), Wintergarten et à la Berolina.
À partir de 1941, Alfred Hause, comme Helmut Zacharias et Bert Kaempfert (tous deux employés plus tard comme opérateurs radio), doit servir de musicien militaires pour la Wehrmacht. Il est affecté dans l'orchestre de la Luftwaffe avec des apparitions publiques et des émissions régulières de musique militaire ainsi que de musique classique sur Deutschlandsender. En 1944, Hause est affecté sur le front ouest et au printemps 1945, il est fait prisonnier par les Britanniques (entre-temps, son appartement de sa dernière résidence, Berlin, est bombardé et pillé).
Immédiatement après sa libération en octobre 1945, il se rend à Hambourg sur la base d'une annonce dans un journal avec un violon emprunté et postula à la N(W)DR. La même année, il devient violoniste au Radio-Tanzorchester de Willy Steiner à Hambourg. Steiner avait créé cet ensemble à Hambourg pour la Nordwestdeutscher Rundfunk (NWDR). En 1946, Hause devient violon solo et dirige peu après sa propre section de cordes au sein de l'orchestre, en 1948 sous la direction du chef d'orchestre Harry Hermann Spitz. En 1949, Hause remplace Kurt Wege et prend la direction de l'orchestre de danse et de divertissement de la NWDR, qui est repris par la NDR en 1955, l'orchestre a pour solistes : le trompettiste Werner Gutterer, le tromboniste Günter Fuhlisch, le guitariste Martin Böttcher, le bassiste Hans Last (également arrangeur pour Alfred Hause et Franz Thon).
Hause se fait connaître par de nombreux enregistrements radiophoniques et sur disque et par des apparitions dans les programmes télévisés de Peter Frankenfeld (Toi, toi, toi) et Hans-Joachim Kulenkampff (Einer wird gewinnen), ainsi que dans de nombreux programmes radiophoniques de Hans Rosenthal ou Hamburger Hafenkonzert, en succession de Hans Freese. En 1961, il obtient la première place au premier Deutsche Schlager-Festspiele à Baden-Baden avec son orchestre et le titre Bailando a dos. Hause accompagne des chanteurs de schlager tels que Freddy Quinn, Rudi Schuricke, René Carol, Detlev Lais, Lonny Kellner, Friedel Hensch und die Cyprys ou Peter Beil. Il est le chef d'orchestre de l'Allemagne au Concours Eurovision de la chanson 1965.
De 1965 à 1989, il donne plus de 100 concerts au Japon avec son orchestre, organisés par Polydor en collaboration avec la Nippon Grammophon Co. Il a du succès avec sa musique dans d'autres pays, notamment en Afrique du Sud, au Maroc, en Italie, en Espagne, en Scandinavie et en Argentine.
Travaillant avec Arne Domnérus, Joe Heider (alias Alfie Khan) et Yusef Lateef, Alfred Hause expérimente une synthèse d'éléments symphoniques et jazz. Hause reste à la NDR jusqu'à sa retraite.
Hause est le conservateur bénévole de la Paul-Lincke-Gesellschaft. Le 29 décembre 1995, il reçoit la croix de chevalier de l'Ordre du Mérite de la République fédérale d'Allemagne.